# Rysslands Grand Prix
Rysslands Grand Prix är en deltävling i formel 1-VM som körs på Sotji Autodrom i Sotji från och med säsongen 2014.

## Historia
Redan åren före första världskriget hölls två tävlingar i Sankt Petersburg under namnet Rysslands Grand Prix. Tävlingen återkom aldrig efter kriget och den ryska revolutionen.

## Vinnare Rysslands Grand Prix

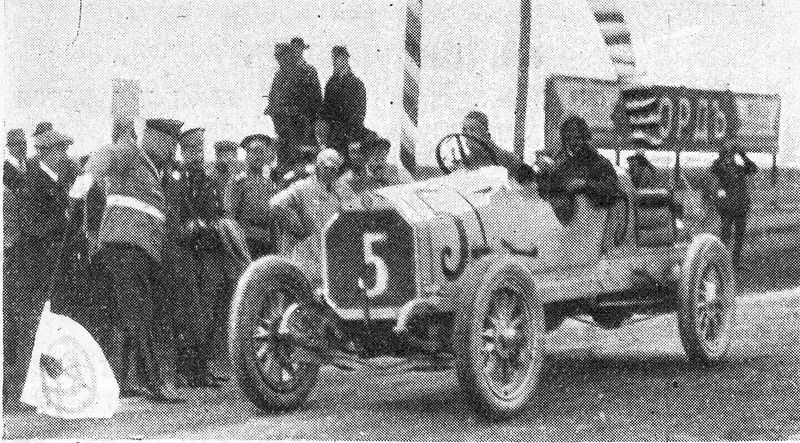
Georgy Suvorin vinner Rysslands Grand Prix 1913.

Ljusröd bakgrund betyder att loppet inte ingick i formel 1-VM.
| År          | Bana             | Förare          | Konstruktör    |
| ----------- | ---------------- | --------------- | -------------- |
| 2021        | Sotji Autodrom   | Lewis Hamilton  | Mercedes       |
| 2020        | Sotji Autodrom   | Valtteri Bottas | Mercedes       |
| 2019        | Sotji Autodrom   | Lewis Hamilton  | Mercedes       |
| 2018        | Sotji Autodrom   | Lewis Hamilton  | Mercedes       |
| 2017        | Sotji Autodrom   | Valtteri Bottas | Mercedes       |
| 2016        | Sotji Autodrom   | Nico Rosberg    | Mercedes       |
| 2015        | Sotji Autodrom   | Lewis Hamilton  | Mercedes       |
| 2014        | Sotji Autodrom   | Lewis Hamilton  | Mercedes       |
| 1915 - 2013 | Inga tävlingar   | Inga tävlingar  | Inga tävlingar |
| 1914        | Sankt Petersburg | Willy Schöll    | Benz           |
| 1913        | Sankt Petersburg | Georgy Suvorin  | Benz           |